# Castle Crashers
Castle Crashers är ett beat 'em up-spel utvecklat av The Behemoth. Spelet blev först annonserat på Comic-Con 2006, och spelet släpptes till Xbox Live Arcade den 27 augusti, 2008, för 1200 Microsoft Points. En planerad version för PlayStation 3 beräknas släppas under 2010. Du kan spela upp till 4 spelare och spela både lokalt och på Xbox live. Spelet går ut på att rädda alla 4 kidnappade prinsessor. I början får du välja på 4 olika riddare (röd, orange, grön och blå) i ett klassiskt RPG spel som går ut på att gå upp i level och få poäng att uppgradera din riddare. När du vunnit spelet med någon av riddarna kommer du att låsa upp nya karaktärer som du kan spela som bland annat fiender.